# واژانی (ناحیه بلانسکو)
واژانی (به چکی: Vážany) یک منطقهٔ مسکونی در جمهوری چک است که در ناحیه بلانسکو واقع شده‌است. واژانی ۴٫۸۶ کیلومتر مربع مساحت و ۲۰۶ نفر جمعیت دارد و ۳۶۸ متر بالاتر از سطح دریا واقع شده‌است.